# Banii vorbesc (film)
Banii vorbesc (titlu original: Money Talks) este un film american de comedie de acțiune din 1997 regizat de Brett Ratner. Rolurile principale au fost interpretate de actorii Chris Tucker și Charlie Sheen. Este prima dintre cele patru colaborări dintre Ratner și Tucker, celelalte trei fiind cele din seria Oră de vârf. Coloana sonoră este compusă de Barry White, Lalo Schifrin și Bobby Robinson.
Banii vorbesc a fost lansat la 22 august 1997 și a încasat 48,4 milioane de dolari americani la box office, la un buget de producție de 25 de milioane de dolari americani. A avut în general recenzii negative din partea criticilor.

## Distribuție
- Chris Tucker - Franklin Maurice Hatchett
- Charlie Sheen - James Russell
- Heather Locklear - Grace Cipriani
- Gerard Ismael - Raymond Villard
- Elise Neal - Paula
- Michael Wright - Aaron
- Paul Sorvino - Anthony "Tony" Cipriani
- Larry Hankin - Roland
- Paul Gleason - Det. Bobby Pickett
- Daniel Roebuck - Det. Williams
- Frank Bruynbroek - Dubray
- Veronica Cartwright - Connie Cipriani
- Damian Chapa - Carmine
- Faizon Love - Gay Cellmate
- David Warner - Barclay (James' Boss)